# Bandera de Corbins
La bandera oficial de Corbins té la següent descripció:
Bandera apaïsada, de proporcions dos d'alt per tres de llarg, blanca, amb el cor vermell acompanyat de dues branques verd fosc posades en aspa a baix i somades cadascuna d'un corb negre picant el cor de l'escut, i amb la mateixa disposició que a l'escut, tot el conjunt d'alçària 7/9 de la del drap i amplària 2/3 de la llargària del mateix drap, al centre.
Va ser aprovada l'11 de juliol de 2005 i publicada en el DOGC el 26 de juliol del mateix any amb el número 4434.